# Hoeryong
Hoeryŏng (Từ Hán-Việt: Hội Ninh) là một thành phố thuộc tỉnh Hamgyŏng Bắc tại Bắc Triều Tiên. Sông Đồ Môn tạo thành biên giới tự nhiên của thành phố với tỉnh Cát Lâm của Trung Quốc. Trấn Tam Hiệp (三合鎮), thuộc địa cấp thị Long Tỉnh là đô thị Trung Quốc gần nhất qua dòng sông. Hoeryŏng được cho là nơi sinh của người vợ đầu tiên của cố lãnh tụ Kim Nhật Thành và là mẹ của Kim Jong-il, Kim Jong-suk. Một đài tưởng niệm cách mạng Hoeryong được xây dựng tại nơi sinh của bà.
Hoeryong có diện tích 1.750 km², dân số vào năm 2008 là 153.532 người, trong đó có 92.494 người trong khu vực đô thị.
Sở quản lý số 22 Hoeryong, trại giam tập trung lớn nhất của Bắc Triều Tiên cách thành phố khoảng 20 kilômét (12 mi).

## Lịch sử
Hoeryong là một trong sáu lục trấn (Hangul: 육진, Hanja: 六鎭) được thành lập dưới thời Triều Tiên Thế Tông (1418 - 1450) để bảo vệ thần dân của mình trước những bộ tộc bán du mục người Nữ Chân hùng mạnh ở phía bắc dòng sông Áp Lục.
Đầu tháng 5 năm 2007, Tổng lý mới được bổ nhiệm Kim Yong-il đã đến thăm Hoeryŏng. Vào thời điểm đó, Tổng lý đã mang theo trên chuyến tàu của mình, một toa xe thủy tinh (sản xuất tại Hàn Quốc) và 3 toa xe bằng xi măng. Sau khi giao hàng cho Ủy ban nhân dân Hoeryŏng, ông ra lệnh rằng thành phố Hoeryŏng phải được nâng cấp và tô điểm nhiều như một nơi mà Người Mẹ của Triều Tiên Kim Jong Suk đã ra đời.

## Phân cấp hành chính
Hoeryong-si được chia thành 19 tong (khu phố) và 28 ri (làng).

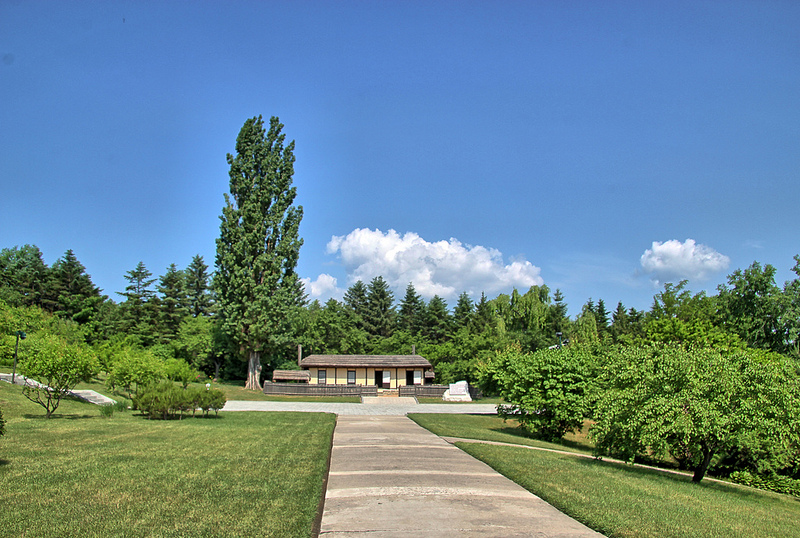
Nơi sinh của Kim Jong-suk tại Hoeryong

| - Chungdo-dong - Chungbong-dong - Ch'irwŏlp'aril-dong - Kang'an-dong - Kyerim-dong - Kungsim-dong - Mang'yang-dong - Nammun-dong - Osandŏk-tong - Poŭl-dong - Saemaŭl-dong - San'ŏp-tong - Sech'ŏn-dong - Sinch'ŏn-dong - Sŏngch'ŏn-dong - Subuk-tong - Tongmyŏng-dong - Yŏkchŏn-dong - Yusŏn-dong - Ch'angt'ae-ri - Ch'anghyo-ri - Hakp'o-ri - Hangyong-ri - Hongsal-li | - In'ge-ri - Kesang-ri - Keha-ri - Kulsal-li - Kŭmsaeng-ri - Musal-li - Namsal-li - Obong-ri - Oryu-ri - Pangwŏl-li - Pyŏksŏng-ri - P'ungsal-li - Raksaeng-ri - Ryongch'ŏl-li - Saŭl-li - Sinhŭng-ri - Sŏngbung-ri - Sŏngdong-ri - Songhang-ri - Taedong-ri - Tokhŭng-ri - Wŏnsal-li - Yŏngsu-ri |

## Kinh tế
Ngành công nghiệp chính của thành phố Hoeryong là máy móc khai mỏ nghiền bột giấy. Trên địa bàn thành phố cũng có nhiều mỏ khai khoáng.
Theo báo cáo phương tiện truyền thông, năm 2017 cư dân bình thường ở Hoeryong nhận được điện trong khoảng 3-4 giờ mỗi ngày. Tuy nhiên, nhiều người vẫn phải sống mà không có điện.

## Tình trạng bất ổn dân sự
Được biết, vào ngày 24 tháng 9 năm 2008, chỉ có khoảng 20% cư dân thành phố của Hoeryŏng tham dự một chương trình huấn luyện phòng thủ dân sự được tổ chức tại thành phố Hoeryŏng. 80% khác được cho là đã ở nhà hoặc có xu hướng đến các lĩnh vực riêng. Như một hình phạt, các nhà chức trách của Bộ Quốc phòng Dân sự đã ra lệnh cho những người không tham dự phải trả ₩KP 5.000, tuy nhiên khoản tiền phạt này phần lớn bị bỏ qua.

## Lũ lụt năm 2016
Vào ngày 29 tháng 8 năm 2016, sông Đồ Môn bị ngập lụt, khiến nhiều người dân của thành phố trở nên vô gia cư. Các cư dân đã di dời đến Trung Quốc.

## Nhà tù
Ở ngoại ô Hoeryong, trong khu vực hẻo lánh gần biên giới Trung Quốc, một nhà tù lớn có tên là Trại 22 được toàn thế giới chú ý vì sự bí ẩn của nó, theo NBC. Trại 22 nằm trong một thung lũng lớn bao quanh bởi các ngọn núi cao 400–700 m. Trại không được đưa vào bản đồ cho đến gần đây, và chính quyền Triều Tiên không thừa nhận sự tồn tại của nó. Đây là một trong những trại lao động và cơ sở giam giữ lớn và nổi tiếng nhất của Triều Tiên. Theo trang Human rights, Trại 22 từng giam giữ khoảng 50.000 tù nhân chính trị vào thời gian cao điểm của thập niên 1990.
Trại nằm ở khu vực an ninh tối đa, hoàn toàn cô lập với thế giới bên ngoài. Được biết chưa từng có cựu tù nhân nào trong trại giam này bỏ trốn thành công khỏi Triều Tiên. Tuy nhiên, nó được cho là đã bị đóng cửa vào năm 2012, nguyên nhân do tỉ lệ đào thoát cao của các lính canh và người gác tù.
Nhiều nhân chứng là gác tù đã kể lại về những gì họ chứng kiến trong trại. Theo cựu lính gác Ahn Myong-chol, nhà tù dài gần 50 km và rộng 40 km, nghĩa là diện tích trại có thể lên tới khoảng 2.000 km2 nếu có hình chữ nhật. Một ước tính thực tế hơn là trại có diện tích khoảng 1.300 km2 (nếu không phải hình chữ nhật), nghĩa là tương đương diện tích thành phố Los Angeles của Mỹ, theo trang Free Korea.
Khi Ahn được chỉ định vào trại từ đầu những năm 1990, có khoảng 1.000 lính canh và 500-600 nhân viên quản lý. Trại được bao quanh bởi một hàng rào điện 3300 volt và một hàng rào dây thép gai. Thậm chí, theo báo Mỹ NBC, xung quanh mỗi hàng rào dây thép gai còn được đặt mìn và bẫy. Ahn nhớ lại cảm giác khi lần đầu tiên đến trại và nhìn thấy các tù nhân gầy gò thấp bé. Ông ước tính khoảng từ 1.500 đến 2.000 tù nhân thiệt mạng hằng năm vì suy dinh dưỡng trong nhà tù. Theo Ahn, trong nhà tù còn có những phòng giam tối và biệt lập gọi là phòng trừng phạt, dùng để tra tấn những tù nhân không tuân lệnh.

## Khí hậu
Hoeryong có khí hậu lục địa ẩm (phân loại khí hậu Köppen: Dwb) với mùa hè ấm áp và ẩm ướt. Mùa đông đặc biệt rất lạnh và khô. 
| Dữ liệu khí hậu của Hoeryong            | Dữ liệu khí hậu của Hoeryong | Dữ liệu khí hậu của Hoeryong | Dữ liệu khí hậu của Hoeryong | Dữ liệu khí hậu của Hoeryong | Dữ liệu khí hậu của Hoeryong | Dữ liệu khí hậu của Hoeryong | Dữ liệu khí hậu của Hoeryong | Dữ liệu khí hậu của Hoeryong | Dữ liệu khí hậu của Hoeryong | Dữ liệu khí hậu của Hoeryong | Dữ liệu khí hậu của Hoeryong | Dữ liệu khí hậu của Hoeryong | Dữ liệu khí hậu của Hoeryong |
| Tháng                                   | 1                            | 2                            | 3                            | 4                            | 5                            | 6                            | 7                            | 8                            | 9                            | 10                           | 11                           | 12                           | Năm                          |
| --------------------------------------- | ---------------------------- | ---------------------------- | ---------------------------- | ---------------------------- | ---------------------------- | ---------------------------- | ---------------------------- | ---------------------------- | ---------------------------- | ---------------------------- | ---------------------------- | ---------------------------- | ---------------------------- |
| Trung bình ngày tối đa °C (°F)          | −5.1 (22.8)                  | −2.0 (28.4)                  | 4.2 (39.6)                   | 12.6 (54.7)                  | 18.3 (64.9)                  | 21.4 (70.5)                  | 24.8 (76.6)                  | 25.4 (77.7)                  | 21.2 (70.2)                  | 14.7 (58.5)                  | 4.9 (40.8)                   | −2.7 (27.1)                  | 11.5 (52.7)                  |
| Trung bình ngày °C (°F)                 | −11.1 (12.0)                 | −8.5 (16.7)                  | −2.2 (28.0)                  | 5.7 (42.3)                   | 11.4 (52.5)                  | 16.0 (60.8)                  | 20.3 (68.5)                  | 20.8 (69.4)                  | 15.3 (59.5)                  | 8.1 (46.6)                   | −0.8 (30.6)                  | −8.4 (16.9)                  | 5.6 (42.0)                   |
| Tối thiểu trung bình ngày °C (°F)       | −17.0 (1.4)                  | −15.0 (5.0)                  | −8.5 (16.7)                  | −1.2 (29.8)                  | 4.6 (40.3)                   | 10.7 (51.3)                  | 15.8 (60.4)                  | 16.3 (61.3)                  | 9.4 (48.9)                   | 1.5 (34.7)                   | −6.4 (20.5)                  | −14.0 (6.8)                  | −0.3 (31.4)                  |
| Lượng Giáng thủy trung bình mm (inches) | 6 (0.2)                      | 6 (0.2)                      | 14 (0.6)                     | 29 (1.1)                     | 61 (2.4)                     | 94 (3.7)                     | 112 (4.4)                    | 155 (6.1)                    | 82 (3.2)                     | 38 (1.5)                     | 20 (0.8)                     | 8 (0.3)                      | 625 (24.5)                   |
| Nguồn: Climate-Data.org                 |                              |                              |                              |                              |                              |                              |                              |                              |                              |                              |                              |                              |                              |